# 3 tháng 3
Ngày 3 tháng 3 là ngày thứ 62 (63 trong năm nhuận) trong lịch Gregory. Còn 303 ngày trong năm.

## Sự kiện
- 473 – Tổng tư lệnh quân đội mới đảm nhiệm là Gundobad quyết định chọn Glycerius làm hoàng đế của Đế quốc Tây La Mã.
- 705 – Đường Trung Tông tuyên bố phục lại ngai vị cho họ Lý ; Võ hậu bị phế truất.
- 724 – Thiên hoàng Genshō thoái vị nhường ngôi cho cháu trai bà là Thiên hoàng Shōmu.
- 875 – Tiết độ sứ Đổng Xương của triều Đường xưng là hoàng đế, đặt quốc hiệu là "Đại Việt La Bình Quốc", tức ngày Tân Mão (3) tháng 2 năm Ất Mão.
- 1575 – Hoàng đế Mogul Akbar Đại đế đánh bại quân đội Bengal trong Trận Tukaroi.
- 1845 – Florida trở thành bang thứ 27 của Hoa Kỳ.
- 1857 – Chiến tranh nha phiến lần hai: Pháp và Vương quốc Anh tuyên chiến với Trung Quốc.
- 1861 – Nga hoàng Aleksandr II ban hành Sắc lệnh giải phóng nông nô.
- 1875 – Vở opera Carmen của nhà soạn nhạc người Pháp Georges Bizet công diễn lần đầu tại Opéra–Comique tại Paris, nhưng bị đa số các nhà phê bình chỉ trích.
- 1878 – Bulgaria giành lại độc lập từ tay Đế quốc Ottoman sau Hòa ước San Stefano.
- 1918 – Đế quốc Đức, Đế quốc Áo Hung và nước Nga Xô Viết ký kết Hòa ước Brest–Litovsk với kết quả là nước Nga rút khỏi Chiến tranh thế giới thứ nhất, đồng thời đem đến độc lập cho Phần Lan, Estonia, Latvia, Litva và Ba Lan.
- 1923 – Tạp chí TIME xuất bản lần đầu tiên.
- 1924 – Abdul Mejid II bị Đại hội Quốc gia Thổ Nhĩ Kỳ lật đổ ngôi khalip, theo lệnh của tổng thống Mustafa Kemal Ataturk.
- 1931 – Hoa Kỳ thông qua việc chọn The Star–Spangled Banner làm quốc ca.
- 1938 – Dầu mỏ được phát hiện tại Ả Rập Xê Út.
- 1942 – Chiến tranh thế giới thứ hai: Mười máy bay Nhật Bản ném bom thị trấn Broome, Tây Australia, giết chết hơn 100 người.
- 1944 – Huân chương Nakhimov và Huân chương Ushakov bắt đầu được áp dụng tại Liên Xô và đây là danh hiệu cao quý nhất cho hải quân.
- 1945 – Chiến tranh thế giới thứ hai: Mỹ và Philippines lấy lại Manila từ tay Nhật Bản.
- 1951 – Hai tổ chức Việt Minh và Liên Việt hợp nhất thành Mặt trận Liên Việt.
- 1958 – Nuri as–Said trở thành thủ tướng của Iraq lần thứ 14.
- 1959 – Ngày truyền thống Bộ Đội Biên phòng Việt Nam
- 1961 – Hassan II trở thành vua Maroc.
- 1968 – Chiến tranh Việt Nam: Kết thúc trận Mậu Thân tại Huế với thắng lợi chiến thuật thuộc về Việt Nam Cộng hòa và Hoa Kỳ.
- 1974 – Chuyến bay 981 của Turkish Airlines gặp nạn tại Ermenonville gần Paris, Pháp khiến toàn bộ 346 người trên khoang thiệt mạng.
- 1991 – Trưng cầu ý dân: 74 % dân số Latvia và 83 % dân số Estonia đồng ý đòi độc lập từ tay Liên Xô.
- 1992 – Quốc gia Bosna và Hercegovina ra đời.
- 2009 – Cuộc tấn công đội tuyển cricket quốc gia Sri Lanka tại Lahore 2009 khiến cho 6 cảnh sát hộ tống cùng với 2 dân thường thiệt mạng trong khi 6 cầu thủ cricket và một trợ lý huấn luyện viên bị thương.
- 2009 – Tòa nhà Historisches Archiv der Stadt Köln tại Cologne, Đức, đổ sập.

## Sinh
- 772 – Bạch Cư Dị, nhà thơ Trung Quốc nổi tiếng thời nhà Đường, một trong những nhà thơ hàng đầu của lịch sử thi ca Trung Quốc (m.846)
- 1589 – Gisbertus Voetius, nhà thần học người Đức (m. 1676)
- 1606 – Edmund Waller, nhà thơ người Anh (m. 1687)
- 1652 – Thomas Otway, nhà viết kịch người Anh (m. 1685)
- 1793 – William Charles Macready, diễn viên người Anh (m. 1873)
- 1800 – Heinrich Georg Bronn, nhà địa chất người Đức (m. 1862)
- 1831 – George Pullman, nhà phát minh, nhà tư bản công nghiệp người Mỹ (m. 1897)
- 1832 – Nguyễn Phúc Nhàn Tĩnh, phong hiệu Thuận Hòa Công chúa, công chúa con vua Minh Mạng (m. 1863)
- 1839 – Jamsetji Tata, nhà tư bản công nghiệp Ấn Độ (m. 1904)
- 1845 – Georg Cantor, nhà toán học người Đức (m. 1918)
- 1847 – Alexander Graham Bell, nhà phát minh người Scotland (m. 1922)
- 1848 – Adelaide Neilson, nữ diễn viên người Anh (m. 1880)
- 1851 – Alexandros Papadiamantis, tác gia người Hy Lạp (m. 1911)
- 1860 – John Montgomery Ward, vận động viên bóng chày người Mỹ (m. 1925)
- 1863 – Arthur Machen, tác gia Wales (m. 1947)
- 1866 – Fred A. Busse, thị trưởng Chicago (m. 1914)
- 1871 – Maurice Garin, vận động viên xe đạp người Pháp (m. 1957)
- 1880 – Florence Auer, nữ diễn viên người Mỹ (m. 1962)
- 1886 – Tore Ørjasæter, nhà thơ người Na Uy (m. 1968)
- 1890 – Norman Bethune, bác sĩ, người theo chủ nghĩa nhân đạo người Canada (m. 1939)
- 1895 – Ragnar Anton Kittil Frisch, nhà kinh tế học, giải thưởng Nobel người Na Uy (m. 1973)
- 1911 – Jean Harlow, nữ diễn viên người Mỹ (m. 1937)
- 1918 – Dr. Arthur Kornberg, giải thưởng Nobel người Mỹ (m. 2007)
- 1920
  - Julius Boros, vận động viên golf người Mỹ (m. 1994)
  - James Doohan, diễn viên người Canada (m. 2005)
  - Ronald Searle, người minh họa người Anh
- 1922 – Nándor Hidegkuti, cầu thủ bóng đá người Hungary (m. 2002)
- 1923
  - Barney Martin, diễn viên người Mỹ (m. 2005)
  - Doc Watson, nhạc sĩ người Mỹ
- 1924 – Tomiichi Murayama, thủ tướng người Nhật Bản nguyên
- 1926
  - Lys Assia, ca sĩ Thụy Sĩ
  - Joseph Anthony Ferrario, giáo chủ thiên chúa giáo người Mỹ (m. 2003)
  - James Merrill, nhà thơ người Mỹ (m. 1995)
- 1930
  - Heiner Geißler, chính khách người Đức
  - Ion Iliescu, tổng thống România
- 1933
  - Margaret Fink, nhà sản xuất phim người Úc
  - Lee Radziwill, thời trang người điều hành người Mỹ
  - Alfredo Landa, diễn viên người Tây Ban Nha
- 1937 – Bobby Driscoll, diễn viên người Mỹ (m. 1968)
- 1940
  - Germán Castro Caycedo, nhà văn, nhà báo người Colombia
  - Perry Ellis, nhà thiết kế thời trang (m. 1986)
- 1945 – George Miller, đạo diễn phim người Úc
- 1946 – John Virgo, người chơi bi da người Anh
- 1947
  - Jennifer Warnes, ca sĩ, người sáng tác bài hát người Mỹ
  - Otto Stuppacher, người đua xe người Áo (m. 2001)
  - Clifton Snider, nhà thơ, nhà văn người Mỹ
- 1949
  - Jüri Allik, nhà tâm lý học người Estonia
  - Gloria Hendry, nữ diễn viên người Mỹ
  - Jesse Jefferson, vận động viên bóng chày người Mỹ
- 1950 – Tim Kazurinsky, diễn viên, diễn viên hài người Mỹ
- 1952 – Dermot Morgan, diễn viên, diễn viên hài người Ireland (m. 1998)
- 1953
  - Robyn Hitchcock, nhạc sĩ người Anh
  - Zico, cầu thủ bóng đá người Brasil
- 1955 – Andy Breckman, diễn viên hài, nhân vật truyền thanh nổi tiếng người Mỹ
- 1956 – Zbigniew Boniek, cầu thủ bóng đá người Ba Lan
- 1958 – Miranda Richardson, nữ diễn viên người Anh
- 1959 – Ira Glass, người dẫn chương trình phát thanh người Mỹ
- 1960
  - Neal Heaton, vận động viên bóng chày người Mỹ
  - Colin Wells, cầu thủ cricket người Anh
- 1961
  - Perry McCarthy, người đua xe người Anh
  - Mary Page Keller, nữ diễn viên người Mỹ
  - Knut Nærum, diễn viên hài người Na Uy
- 1962
  - Jackie Joyner–Kersee, vận động viên người Mỹ
  - Glen E. Friedman, nhà nhiếp ảnh, nghệ sĩ người Mỹ
  - Herschel Walker, cầu thủ bóng đá người Mỹ
- 1964
  - Raúl Alcalá, vận động viên xe đạp người México
  - Laura Harring, Mỹ nữ diễn viên người México
- 1966
  - Fernando Colunga, diễn viên người México
  - Tone Lōc, ca sĩ nhạc Rapp, diễn viên người Mỹ
- 1968 – Brian Leetch, vận động viên khúc côn cầu trên băng người Mỹ
- 1970
  - Julie Bowen, nữ diễn viên người Mỹ
  - Inzamam–ul–Haq, cầu thủ cricket người Pakistan
- 1972 – Darren Anderton, cầu thủ bóng đá người Anh
- 1973
  - Romāns Vainšteins, vận động viên xe đạp người Latvia
  - Matthew Marsden, diễn viên, ca sĩ người Anh
  - Victoria Zdrok, người mẫu, người Ukraina
- 1974 – David Faustino, diễn viên người Mỹ
- 1977
  - Ronan Keating, ca sĩ người Ireland
  - Stéphane Robidas, vận động viên khúc côn cầu trên băng người Canada
- 1978
  - Matt Diaz, vận động viên bóng chày người Mỹ
  - Seomoon Tak, ca sĩ người Hàn Quốc
- 1979
  - Patrick Renna, diễn viên người Mỹ
  - Alex Zane, diễn viên hài người Anh
- 1980 – Mason Unck, cầu thủ bóng đá người Mỹ
- 1981
  - Dusty Dvoracek, cầu thủ bóng đá người Mỹ
  - Kim Yoo–Jin (Eugene), ca sĩ, nữ diễn viên người Hàn Quốc
  - Lil' Flip, ca sĩ nhạc Rapp người Mỹ
  - Emmanuel Pappoe, cầu thủ bóng đá Ghana
  - Sung Yu Ri, ca sĩ, nữ diễn viên người Hàn Quốc
- 1982
  - Jessica Biel, nữ diễn viên người Mỹ
  - Colton Orr, vận động viên khúc côn cầu trên băng người Canada
- 1984 – Alexander Semin, vận động viên khúc côn cầu trên băng người Nga
- 1985 – Sam Morrow, cầu thủ bóng đá người Bắc Ireland
- 1986 – Stacie Orrico, ca sĩ người Mỹ
- 1991 – Park Chorong , Ca sĩ thuộc nhóm nhạc nữ Hàn Quốc Apink

## Mất
- 1497 – Lê Thánh Tông, vị vua thứ năm của nhà Hậu Lê trong lịch sử Việt Nam (s. 1442)
- 1703 – Robert Hooke, nhà khoa học người Anh (s. 1635)
- 1706 – Johann Pachelbel, nhà soạn nhạc người Đức (s. 1653)
- 1707 – Aurangzeb – vị vua thứ sáu của nhà Mogul trong lịch sử Ấn Độ (s. 1618)
- 1744 – Jean Barbeyrac, luật gia người Pháp
- 1765 – William Stukeley, nhà khảo cổ người Anh (s. 1687)
- 1768 – Nicola Porpora, nhà soạn nhạc người Ý (s. 1686)
- 1792 – Robert Adam, kiến trúc sư người Scotland (s. 1728)
- 1822 – Phan Huy Ích, danh sĩ triều Hậu Lê và Tây Sơn (s. 1751)
- 1850 – Oliver Cowdery, lãnh đạo tôn giáo người Mỹ (s. 1806)
- 1894 – Ned Williamson, vận động viên bóng chày người Mỹ (s. 1857)
- 1927 – Mikhail Artsybashev, nhà văn người Nga (s. 1878)
- 1932 – Eugen d'Albert, nhà soạn nhạc người Đức (s. 1864)
- 1943 – George Thompson, cầu thủ cricket người Anh (s. 1877)
- 1953 – James J. Jeffries, hạng nặng võ sĩ quyền Anh người Mỹ (s. 1875)
- 1959 – Lou Costello, diễn viên, diễn viên hài người Mỹ (s. 1906)
- 1961 – Paul Wittgenstein, nghệ sĩ dương cầm người Áo (s. 1887)
- 1966
  - William Frawley, diễn viên người Mỹ (s. 1887)
  - Alice Pearce, nữ diễn viên người Mỹ (s. 1917)
- 1982 – Georges Perec, nhà văn người Pháp (s. 1936)
- 1983 – Arthur Koestler, nhà văn người Áo (s. 1905)
- 1987 – Danny Kaye, diễn viên, ca sĩ, diễn viên hài người Mỹ (s. 1911)
- 1988 – Sewall Wright, nhà sinh vật học người Mỹ (s. 1889)
- 1993 – Carlos Marcello, găngxtơ người Tunisia (s. 1910)
- 1996 – Marguerite Duras, nhà văn người Pháp (s. 1914)
- 1999 – Gerhard Herzberg, nhà hóa học, giải thưởng Nobel người Đức (s. 1904)
- 2001 – Louis Edmonds, diễn viên người Mỹ (s. 1923)
- 2002 – Harlan Howard, nhạc sĩ người Mỹ (s. 1927)
- 2003
  - Horst Buchholz, diễn viên người Đức (s. 1933)
  - Luis Marden, phóng viên nhiếp ảnh người Mỹ (s. 1913)
  - Goffredo Petrassi, nhà soạn nhạc người Ý (s. 1904)
  - Peter Smithson, kiến trúc sư người Anh (s. 1923)
- 2005 – Max M. Fisher, người làm việc thiện người Mỹ (s. 1928)
- 2006 – Ivor Cutler, nhà thơ người Scotland (s. 1923)
- 2016 – Nguyễn Ngọc Bích, Giáo sư người Việt Nam (s.1937)

## Ngày lễ và kỷ niệm
- Lễ hội búp bê Nhật Bản.
- Ngày Biên phòng toàn dân.